# Albrecht, Duce de Saxa-Coburg
Albrecht al V-lea (24 mai 1648 – 6 august 1699), a fost Duce de Saxa-Coburg.
El a fost al cincilea fiu, însă doar al doilea care a atins vârsta adultă, al lui Ernst I, Duce de Saxa-Coburg-Altenburg (1601-1675) și a soției acestuia, Elisabeta Sofia de Saxa-Altenburg (1619-1680). S-a născut la Gotha. Împreună cu fratele său mai mic Bernhard a urmat Universitatea din Tübingen din 1666 și mai târziu și-a continuat studiile la Geneva. A mers într-un tur al țărilor cu fratele său Heinrich vizitând Danemarca, Suedia și Olanda.
Când tatăl său a murit în 1675, Albrecht a devenit conducător al ducatului de Saxa-Gotha-Altenburg împreună cu toții frații săi, și și-a stabilit reședința la Saalfeld. În 1680, după încheierea unui tratat de partiție cu frații săi, el a primit Coburg, unde și-a mutat reședința.
A murit fără să lase moștenitori în viață iar Coburg a fost disputat între frații săi; în cele din urmă a fost moștenit de cel mai mic frate, Johann Ernest.

## Familie
Albrecht s-a căsătorit prima dată la Gorha, la 18 iulie 1676 cu Marie Elisabeth de Brunswick-Wolfenbüttel, Ei au avut un fiu:
1. Ernest August (n. 1 septembrie 1677, Saalfeld – d. 17 august 1678, Saalfeld).

A doua oară Albrecht s-a căsătorit la Coburg, la 24 mai 1688 cu Susanne Elisabeth Kempinsky; în 1689 ea a fost numită contesă Kempinsky de Schwisitz și Altenhofen. Nu au avut copii.

## Arbore genealogic
1. ↑  The Peerage
2. ↑  Czech National Authority Database, accesat în 29 ianuarie 2023
3. ↑  Czech National Authority Database, accesat în 9 februarie 2023